# Mahilo
mahilo（まひろ、1月30日 - ）は日本の女性声優。主にアダルトゲームに声をあてている。

## 出演作品
太字は主役・メインキャラクター

### ゲーム

#### 2006年
- 堕淫 〜屈辱のカミングアウト〜（上月里香子[2]）

#### 2007年
- 操淫 〜恥辱に染まるトラウマ〜（御厨聡美[3]）

#### 2008年
- 妄想体育教師 〜ブルマの筋は通してもらいます〜（紅坂 礼香[4]）

#### 2009年
- 俺は彼女の面倒見がいい（片瀬志穂[5]）
- 聖徒会長ヒカル 〜淫魔に占領された学園〜（女子生徒E）

#### 2010年
- オナ中!（深澄菜穂[6]）
- オレの妹のエロさが有頂天でとどまる事を知らない（森平万尋[7]、東原天音[8]）

#### 2011年
- 突然怪人になった俺が魔法少女を堕とす話（ウィーネ（マナブルー）[9]）
- 眠れる花は春をまつ。（白[10]）
- フラグへし折り男（富岡左央[11]）

#### 2012年
- エロゲーしようよっ!（三乃瀬まわる[12]）
- 僕だけの少女 〜狂おしいほど君が好き〜（平沢穂花[13]）

#### 2013年
- 受け触手（依川やどり[14]）
- お姉ちゃん催眠ビフォーアフター（大路時雨[15]）
- 巨乳熟女教師 〜不良にヤられたアラフォー母と学園のアイドル〜（冴子[16]）
- ヤンデレお姉ちゃんの弟飼育日記（有明咲耶[17]）
- LOあんぐる!!（光野弥子[18]）
- 魔女っ娘LO～るプレイ（美郷 レイリ）

### 歌
- 聖戦姫ヴァルキュア・シスターズ 〜淫闇に堕ちたアイドル〜
  - OP曲『アルカディアの翼』[19]